# Dioon rzedowskii
Dioon rzedowskii är en kärlväxtart som beskrevs av De Luca, A. Moretti, Sabato och Vásq. Torres. Dioon rzedowskii ingår i släktet Dioon och familjen Zamiaceae. IUCN kategoriserar arten globalt som starkt hotad. Inga underarter finns listade i Catalogue of Life.

## Bildgalleri

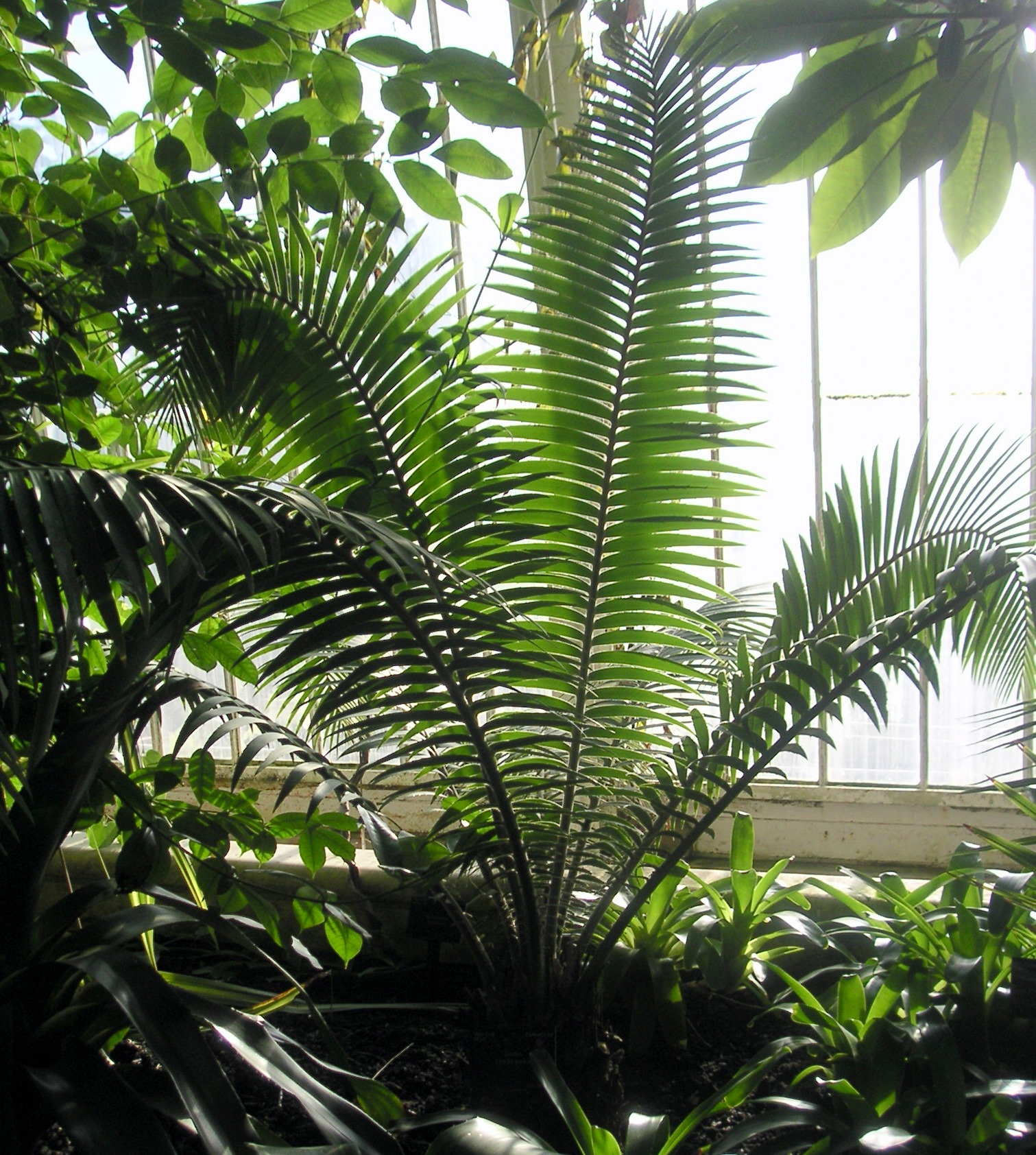